# Edschmiazin Amsagir
Edschmiazin Amsagir (armenisch «Էջմիածին» ամսագիր Ēǰmiatsin amsagir) ist die offizielle monatlich erscheinende Zeitschrift des Katholikat aller Armenier von Etschmiadsin (Մայր Աթոռ Սուրբ Էջմիածին Majr Ator Surb Edschmiazin) der Armenisch Apostolischen Kirche. Sie erscheint kontinuierlich seit 1944 und gilt als Weiterführung der Monatszeitschrift Ararat, die bereits seit 1868 veröffentlicht wurde. Erscheinungsort war Jerewan von 1944 bis 1961 und seither die Stadt Etschmiadsin (Wagharschapat). 
Das Magazin veröffentlicht die Berichte der Armenischen Kirche und Artikel zu Theologie und Armenischen Studien.
Seit den 1940er Jahren hat die Zeitschrift wiederkehrend über den Völkermord an den Armeniern berichtet und die Bemühungen der Nationalräte der Diaspora, insbesondere der Vereinigten Staaten und der Zentren des Nahen Ostens, vorgestellt, die sich der internationalen Anerkennung und Verurteilung des Völkermords an den Armeniern widmen.
Erwähnenswert sind die Artikel
- A.M. Vernos (A. Malakyan): Armenier und ihre Forderungen. (1946, N 4-5), über Kulturgüter, die während des großen Genozids zerstört wurden.
- Kochanjanans: Our Manuscript Losses. (1965, N 2-7, 1966, N 8-10, 1967, N 56).
- Nasibyans: 1915 and English Patriots. (1990, Nr. 4).[2]

Das Archiv wurde digitalisiert und Artikel können über die Homepage abgerufen werden.